# Casa Pisani

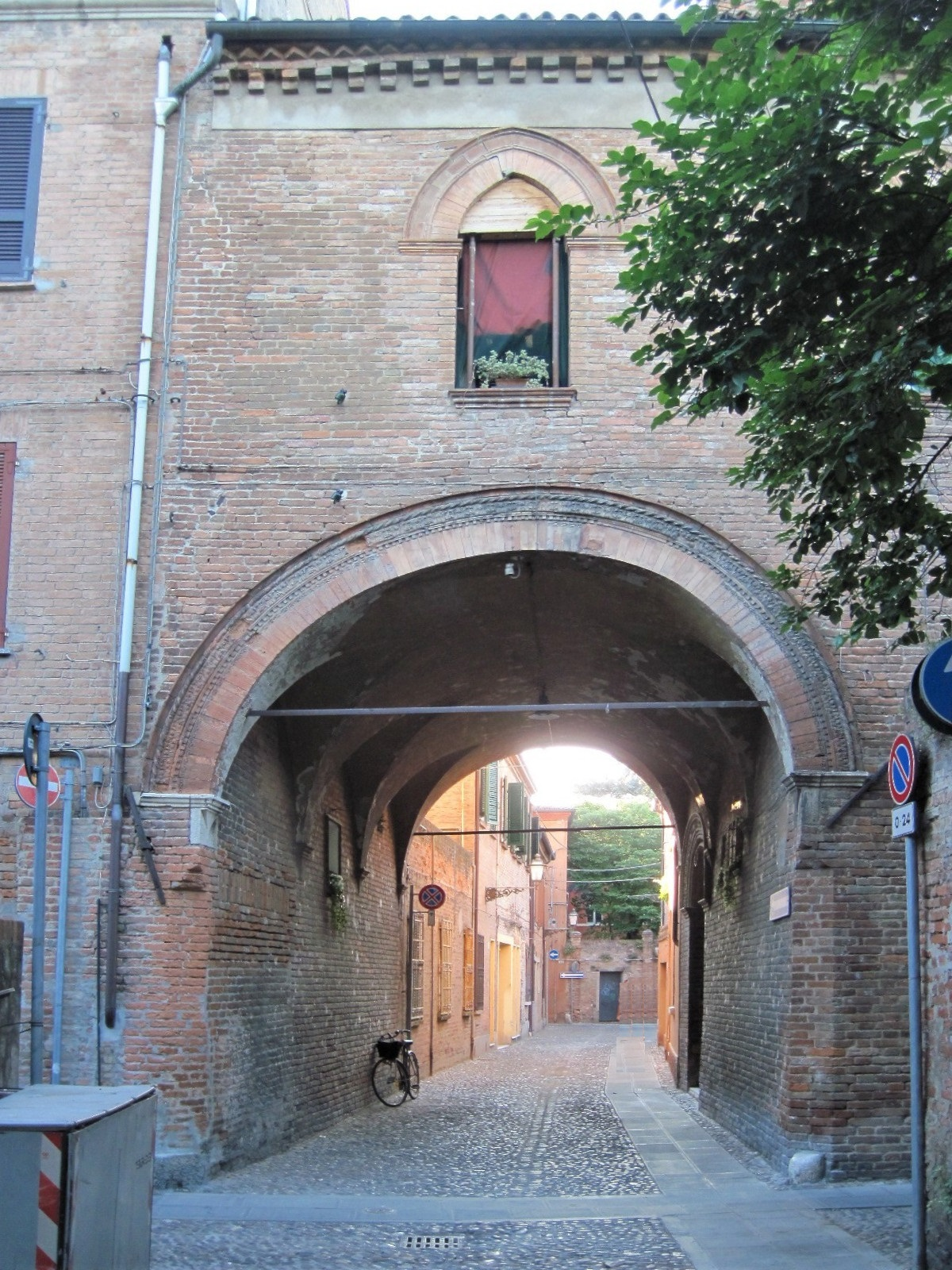
Das Gewölbe über die Via Coperta an der Kreuzung mit der Via Voltacasotto

Das Casa Pisani, auch Casa del Capitano genannt, ist ein Palast in Ferrara in der italienischen Region Emilia-Romagna. Er liegt in der Via Coperta an der Kreuzung mit der Via Voltacasotto.

## Geschichte

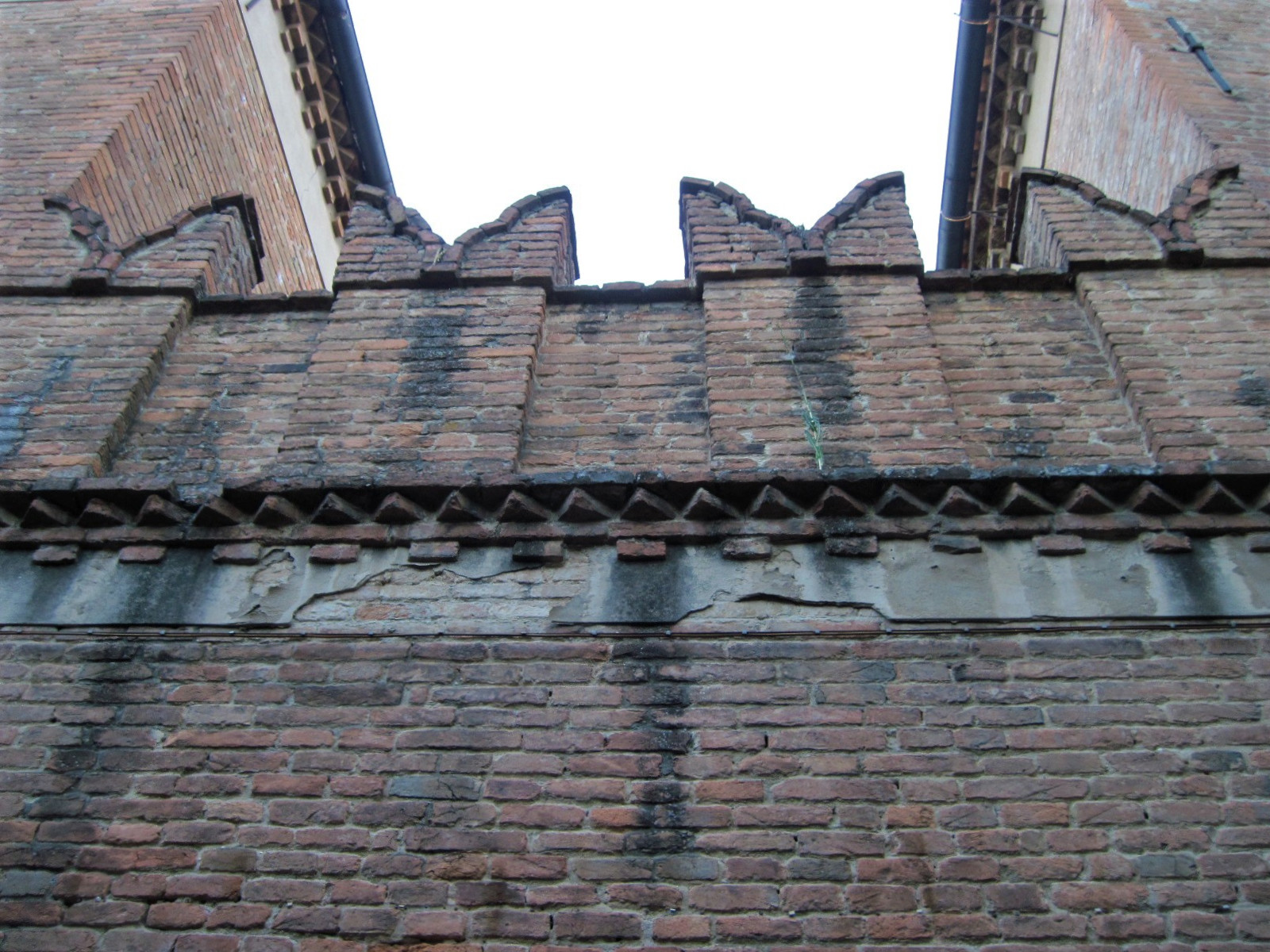
Ghibellinenzinnen am Casa Pisani

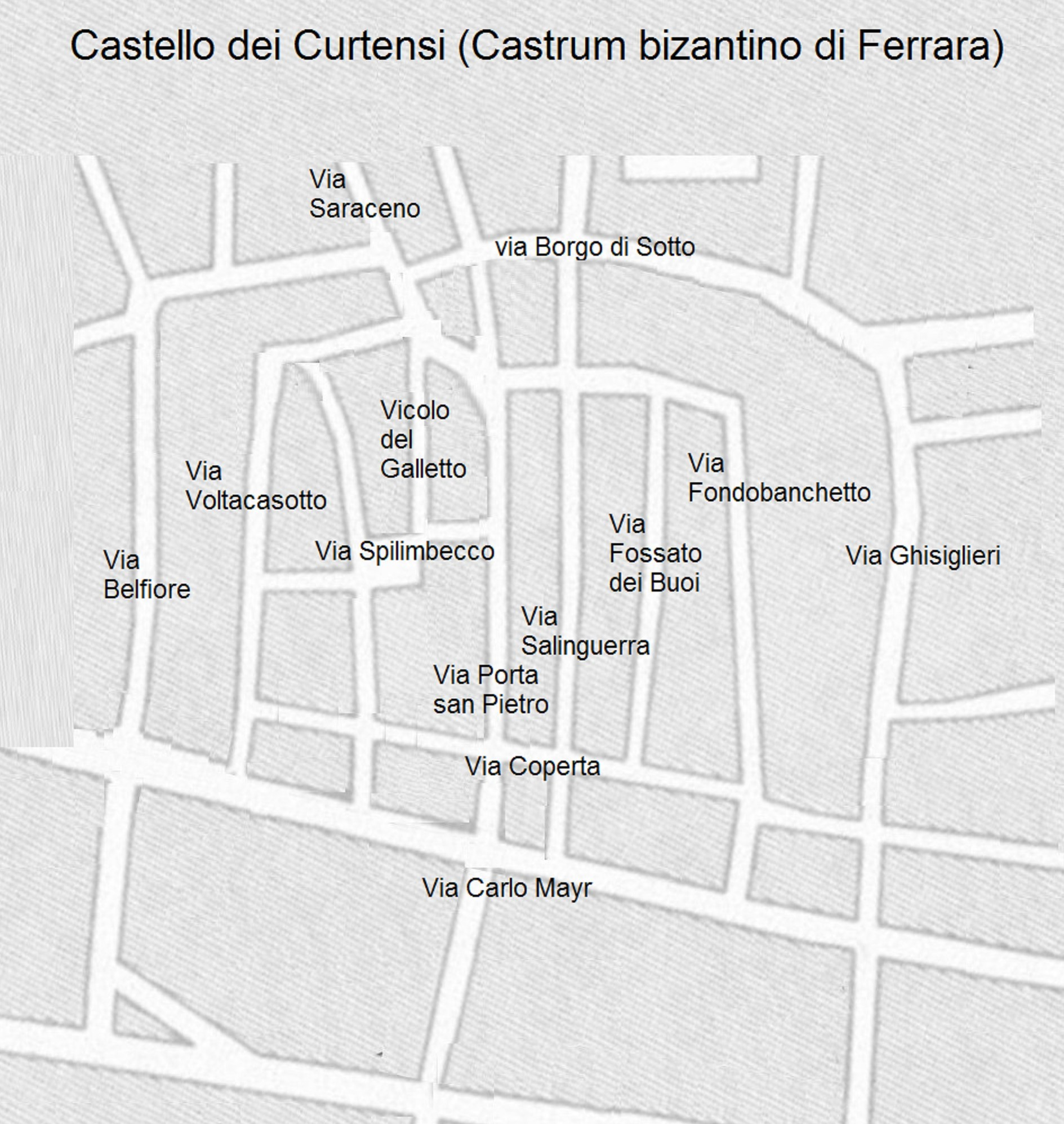
Gebiet, in dem das Casa Pisani liegt, enthalten im alten Castello dei Curtensi.

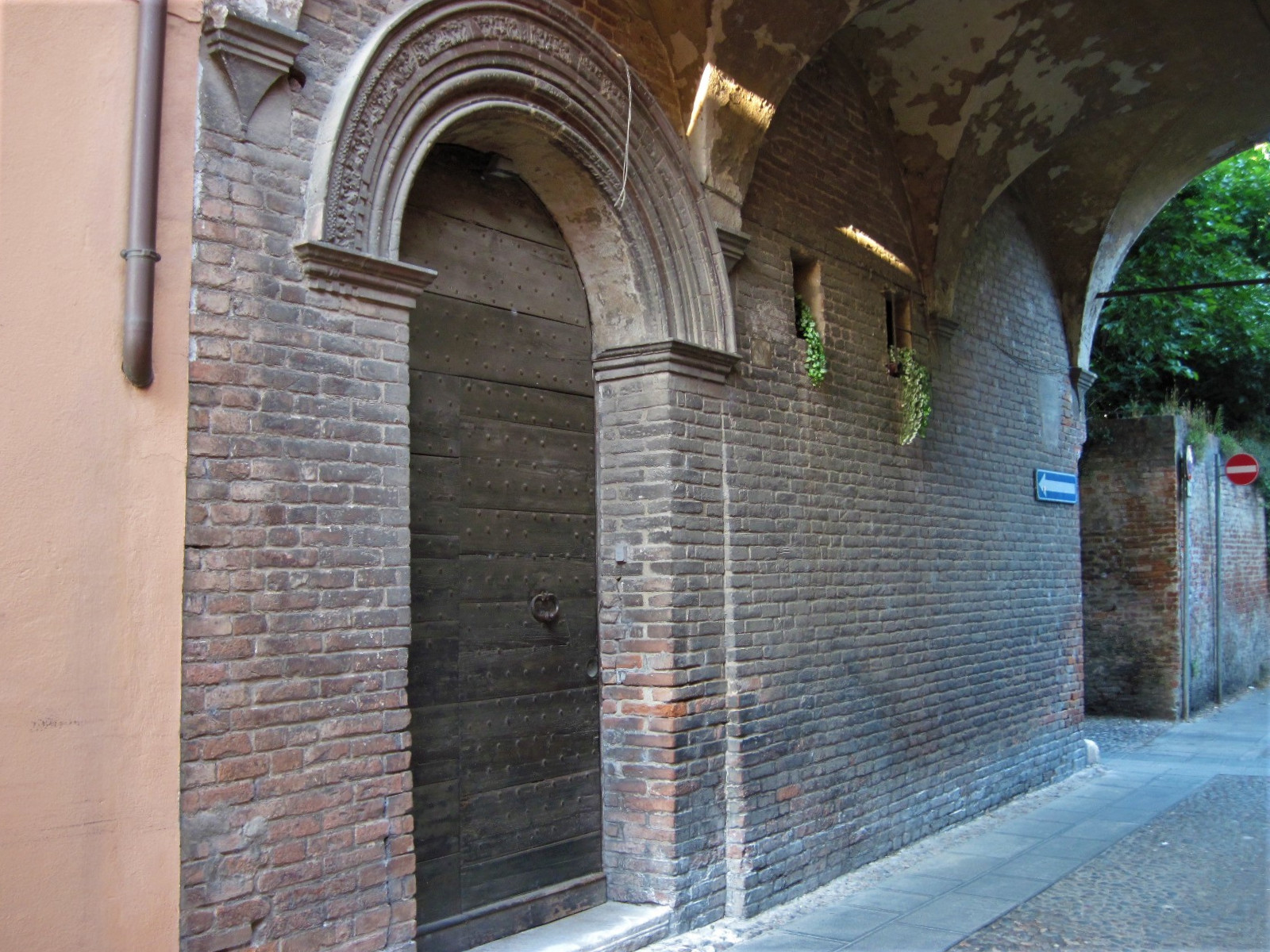
Zugangsportal mit Bogen aus Terrakotta unter dem großen Gewölbe in der Via Coperta

Anschließend an das Haus, auf der anderen Seite der Via Voltacasotto, findet sich eine kleine Grünfläche zwischen den Mauern, wo einst, Ende des 12. Jahrhunderts, die Burg der Adelardis stand. Die vermögende Familie Casotto, vermutlich vorher Eigentümerin des Gebäudes, starb in dieser Zeit aus, nachdem sie Umgang mit Mathilde von Canossa, und damit auch mit ihrer Familie hatten, die zu dieser historischen Zeit die Stadt der D’Estes kontrollierten. Von ihren Mitgliedern ist bis heute Sichelmo Casotto bekannt, der Bruder des Bischofs von Ferrara, Landolfo.
In diesem Haus scheint tatsächlich auch Obizzo I. d’Este eine kurze Zeitlang gewohnt zu haben, der unter den Ersten der Familie war, der den Titel eines Markgrafen tragen durfte.
Vielleicht gehörte das Haus in der Folge den Markgrafen Obizzi, denen ebenfalls ein weiterer Palast in der Via Porta San Pietro gehörte.
Laut einem notariellen Dokument könnte das Haus die letzte Wohnstatt des Malers Benvenuto Tisi Garofalo gewesen sein, der dort 1559 verstarb.
Anfang des 20. Jahrhunderts stand das Haus einige Jahre lang leer und verfiel, bis der Einsturz seines Gewölbes zu befürchten stand. In dieser Zeit verbreitete sich in der örtliche Bevölkerung die Überzeugung, die mit dem Aberglauben verbunden war, das dies ein Ort für nächtliche Treffen der Hexen sei, und so wurde das Haus eine Zeitlang „Hexengewölbe“ genannt (im Dialekt der Stadt Ferrara: Vulton dil Streg). Ferrariae Decus förderte in den 1940er-Jahren wichtige Restaurierungsarbeiten und 1973 wurde eine weitere Restaurierung zur Erhaltung des Gebäudes durchgeführt. Bei letzterer Gelegenheit wurden archäologische Grabungen im Innenhof durchgeführt, um das Haus historisch besser einordnen zu können, aber die Interpretation der gefundenen Daten fand nicht die Zustimmung der Experten, sodass eher weitere Fragen und Geheimnisse über das Haus aufgeworfen, denn beseitigt, wurden.

### Namensursprung
- Das Casa Pisani erhielt seinen Namen von der Familie, die es im 17. Jahrhundert besessen hatte.[4][2]
- Casa del Capitano ist sein anderer Name, der der Tatsache geschuldet ist, dass es um das 12. Jahrhundert genau in diesem Haus oder in der Nachbarschaft den „Capitaneus“ von Ferrara gab, ein Mitglied der reichen Familie Casotto, die mit den Adelaris verwandt waren. Die Casottos gaben ihren Namen auch der Straße, an der das Haus steht.[2]

## Beschreibung
Das Casa del Capitano ist eines der interessantesten Gebäude auf dem Gelände des alten Castello dei Curtensi. Seine wichtigste Charakteristik ist das große Gewölbe über der Via Coperta; außerdem sind auf einem Teil des Gebäudes die charakteristischen ghibellinischen Schwalbenschwanzzinnen erhalten. In Bereichen des befestigten Hauses haben archäologische Grabungen die Zuordnung der Reste eine Straße aus römischer Zeit ermöglicht. Teile davon wurden vermutlich um das 6. Jahrhundert genutzt, um die ersten Stadtmauern im Osten zu bauen.